# Tolentino (stolica tytularna)
Tolentino (łac. Diocesis Tolentina) – stolica historycznej diecezji w Italii erygowanej w V wieku, a włączonej w 1986 w skład diecezji Macerata. 
Współczesne miasto Tolentino w prowincji Macerata we Włoszech. Obecnie katolickie biskupstwo tytularne ustanowione 17 grudnia 2022 przez papieża Franciszka.

## Biskupi tytularni
| Lp. | Biskup             | Funkcja                                | Od               | Do             |
| --- | ------------------ | -------------------------------------- | ---------------- | -------------- |
| 1   | Rolandas Makrickas | komisarz Bazyliki Matki Bożej Większej | 11 lutego 2023   | 7 grudnia 2024 |
| 2   | Maurizio Bravi     | nuncjusz apostolski                    | 15 stycznia 2025 |                |